# Matteo Donegà
Matteo Donegà (Bondeno, 1 de abril de 1998) é um desportista Itália que compete no ciclismo nas modalidades de pista e rota. Ganhou uma medalha de prata no Campeonato Europeu de Ciclismo em Pista de 2020, na prova de pontuação.

## Medalheiro internacional
| Campeonato Europeu | Campeonato Europeu  | Campeonato Europeu | Campeonato Europeu |
| Ano                | Lugar               | Medalha            | Competição         |
| ------------------ | ------------------- | ------------------ | ------------------ |
| 2020               | Plovdiv ( Bulgária) | Medalha de prata   | Pontuação          |